# Olympische Jugend-Winterspiele 2024/Teilnehmer (Katar)
| Gelbes Symbol für Goldmedaillen mit stilisierten Olympischen Ringen | Graues Symbol für Silbermedaillen mit stilisierten Olympischen Ringen | Braundes Symbol für Bronzemedaillen mit stilisierten Olympischen Ringen |
| ------------------------------------------------------------------- | --------------------------------------------------------------------- | ----------------------------------------------------------------------- |
| —                                                                   | —                                                                     | —                                                                       |

Katar nahm an den Olympischen Jugend-Winterspielen 2024 in der südkoreanischen Provinz Gangwon mit 2 Athleten.

## Teilnehmer nach Sportart

### Curling
| Mixed Doppel           | Mixed Doppel                                                                    |
| ---------------------- | ------------------------------------------------------------------------------- |
| Athleten               | Aldana Al-Fahad Mohammed Alnaimi                                                |
| Vorrunde               | Norwegen 0:15 Vereinigte Staaten 1:13 Slowenien 4:12 Schweden 1:13 Ukraine 8:12 |
| Viertelfinale          | ausgeschieden                                                                   |
| Halbfinale             | ausgeschieden                                                                   |
| Finale/Spiel um Bronze | ausgeschieden                                                                   |
| Rang                   | 23                                                                              |